# Priscilla Johnson McMillan
Priscilla Johnson McMillan (nascida Priscilla Mary Post Johnson) (19 de julho de 1928 - 7 de julho de 2021) foi uma jornalista, tradutora, autora e historiadora americana. Ela foi associada do Centro Davis de Estudos Russos e Eurasianos da Universidade Harvard.
No início de sua carreira, ela trabalhou para o senador John F. Kennedy e o encontrou informalmente vários anos depois. Durante o final dos anos 1950, ela trabalhou como repórter em Moscou para a North American Newspaper Alliance e entrevistou Lee Harvey Oswald quando ele estava desertando para a União Soviética em 1959. Após o assassinato do presidente Kennedy por Oswald, ela tornou-se amiga da viúva de Oswald e, em 1977, publicou o aclamado estudo Marina and Lee: The Tormented Love and Fatal Obsession Behind Lee Harvey Oswald's Assassination of John F. Kennedy. Ela também publicou Khrushchev and the Arts: The Politics of Soviet Culture, 1962–1964 (1965) com o co-editor Leopold Labedz e The Ruin of J. Robert Oppenheimer and the Birth of the Modern Arms Race (2005) sobre a audiência de segurança de Oppenheimer.
Ela foi a única pessoa que conheceu pessoalmente tanto o presidente Kennedy quanto seu assassino. No entanto, outras duas pessoas também tiveram contato com ambos: Joan Hallet, que era recepcionista na embaixada dos Estados Unidos em Moscou quando Oswald foi lá, e seu marido Oliver Hallet, que também serviu na embaixada. Os Hallets posteriormente mudaram-se para Washington, onde ele era um oficial naval júnior na Casa Branca e, como tal, ambos tiveram a oportunidade de conhecer o presidente Kennedy. Assim como Priscilla Johnson, Joan Hallet reconheceu Oswald quando as notícias sobre seu papel no assassinato vieram a público.